# ナミートゥカ

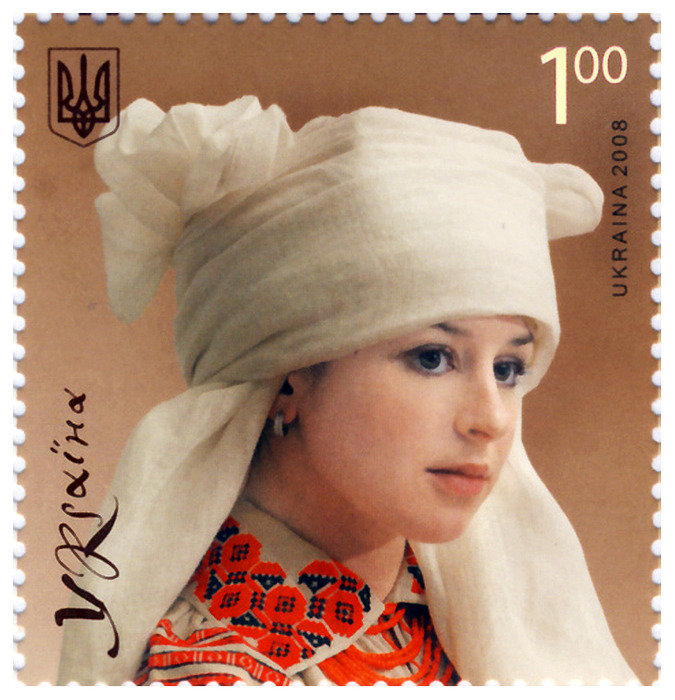

ナミートゥカ(ウクライナ語:Намітка)は、近世ウクライナの既婚女性用の綿帽子である。貴族、コサック、町民、農民などの女性が用いた。白の四角い布で、筒型に丸めて髪にピン止めし、頭から首や顎を覆った。